# Dionís Clemente
Dionís Clemente, in valenzano Dionís Climent (fl. XVI secolo) è stato un notaio e scrittore spagnolo.

## Biografia
Non si hanno molte informazioni sulla sua vita: nonostante la sua unica opera conosciuta, il Valerián de Hungría, sia stata oggetto di studio nel corso dei secoli da vari autori, la figura dell'autore rimase totalmente sconosciuta fino al 1987. In quell'anno, venne ritrovato il contratto, datato 30 dicembre 1539, stipulato tra Clemente e l'editore Francisco Díaz Romano per la stampa di mille copie del libro, consegnate nel 1540. Da questo si trassero alcune informazioni minime sulla sua vita: come scritto nel documento, fu un notaio residente a Valencia. Da successive ricerche del nome valenzano di "Dionís Climent" nell'Archivio del Regno di Valencia, si scoprì la sua firma sul testamento di Giovanni di Brandeburgo-Ansbach, secondo marito di Germana de Foix. Si apprende quindi che ebbe contatti con l'alta nobiltà spagnola dell'epoca, ricoprendo quindi probabilmente anche un importante ruolo all'interno della stessa. Oltre a questo, non si hanno ulteriori ragguagli sul suo conto. 
Sebbene la sua opera non ebbe molta fortuna in Spagna, non venendo mai ristampata, in Italia il Valerián de Hungría venne pubblicato in due diverse edizioni, con titoli e traduzioni diverse dallo spagnolo: la prima a cura di Pietro Lauro come Historia di Valeriano d'Ongaria del 1558, la seconda del 1611 chiamata Historia Dell' Valeriano d'Ongaria, stampate entrambe a Venezia.